# La Celle-sur-Loire
La Celle-sur-Loire é uma comuna francesa na região administrativa de Borgonha-Franco-Condado, no departamento Nièvre. Estende-se por uma área de 20,95 km². Em 2010 a comuna tinha 829 habitantes (densidade: 39,6 hab./km²).